# 藤井寺市立道明寺中学校
藤井寺市立道明寺中学校（ふじいでらしりつ どうみょうじちゅうがっこう）は、大阪府藤井寺市にある公立中学校。
1970年に藤井寺市立藤井寺中学校より分離開校した。

## 沿革
- 1970年 - 藤井寺市立道明寺中学校として開校。
- 1980年 - 従来の校区の一部を、新設の藤井寺市立第三中学校校区へ分離。

## 通学区域
- 藤井寺市立道明寺東小学校の通学区域全域。
- 藤井寺市立道明寺小学校、藤井寺市立道明寺南小学校の通学区域の一部。
  - 藤井寺市 北條町、船橋町、惣社1・2丁目、梅が園町、国府1・2丁目、国府3丁目（一部）、林3丁目 - 6丁目、道明寺1丁目 - 4丁目、道明寺5丁目（一部）、大井1丁目-5丁目、川北1丁目-3丁目（川北1丁目の国道170号以西の地域を除く[注釈 1]）。

## 著名な出身者
- 花ノ国明宏 -（元大相撲力士・最高位前頭筆頭、元日本相撲協会所属・若者頭）
- 柳田将利 -（元プロ野球千葉ロッテマリーンズ選手、のちNOMOベースボールクラブ所属）
- 高橋大樹 - （プロ野球広島東洋カープ選手）

## 交通
- 近鉄南大阪線 土師ノ里駅 北へ約800m。